# Visby
Visby és la ciutat més gran de l'illa sueca de Gotland. És l'emplaçament medieval de millor conservació d'Escandinàvia, per la qual cosa que va esdevenir el 1995 Patrimoni de la Humanitat de la UNESCO. En són famoses les muralles de pedra, «Ringmuren», de 3,4 km, que encerclen la ciutat, i les ruïnes de l'antiga església de Sant Nicolau. El nom de Visby prové de «Vi», del Nòrdic antic, que vol dir 'lloc de sacrifici'. El 2012, tenia una població d'uns 23.576 habitants i és la seu del governador del comtat de Gotland.

## Història
Els orígens de Visby són incerts, però se sap que fou un important centre de comerç des del 900.
La catedral, dedicada a Santa Maria, fou construïda el segle xii. Posteriorment, al segle xiii, es reformà per a tenir l'aspecte encara actual. Al llarg dels segles, van anant construint-se altres esglésies, a conseqüència de l'esplendor en la lliga Hanseàtica.
La muralla anular va començar a construir-se el segle xiii. Cap al 1280, va refer-se per atènyer la seua actual alçada, juntament amb algunes de les seues torres característiques, la resta construïdes també el segle xv, i romane actualment en la seua totalitat gairebé intactes.
El 1361, Gotland fou conquerida per Valdemar IV de Dinamarca, i Visby esdevingué un poble danès. Atès la seua importància, se'n seguiren diferents successos. El 1391, el 1394 i el 1398, va ser capturada i saquejada pels vitalians, uns pirates que actuaven al mar Bàltic. El 1411, el rei Eric de Pomerània hi construí el castell de Visborg i va instal·lar-s'hi 12 anys, durant els quals la ciutat va convertir-se pràcticament en un niu de pirates, i el comerç hi disminuí notablement. El 1470, la lliga Hanseàtica va denegar a Visby l'estatus de ciutat hanseàtica.
El 1525, quan els mercaders de Visby eren en feu amb Lübeck, totes les esglésies de la ciutat, excepte la catedral, foren cremades pels alemanys. Avui, encara poden veure's aquelles ruïnes.
El 1645, l'illa de Gotland passà a mans de Suècia a conseqüència del tractat de Brömsbero, després de 300 anys de domini danès. Des de llavors, va continuar desenvolupant-se lentament, però fins a començaments del segle xix no va tornar a atraure el comerç i la indústria d'èpoques passades.

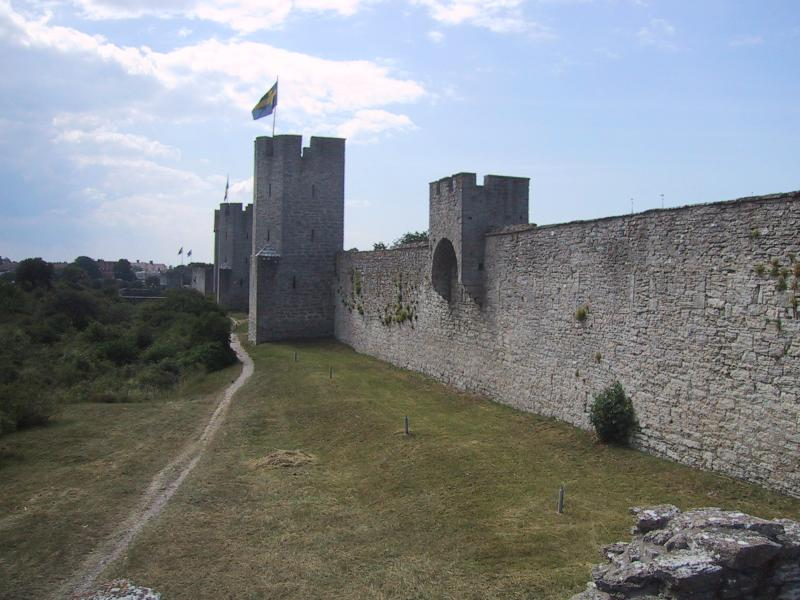
Muralla anular de Visby

## Destacat

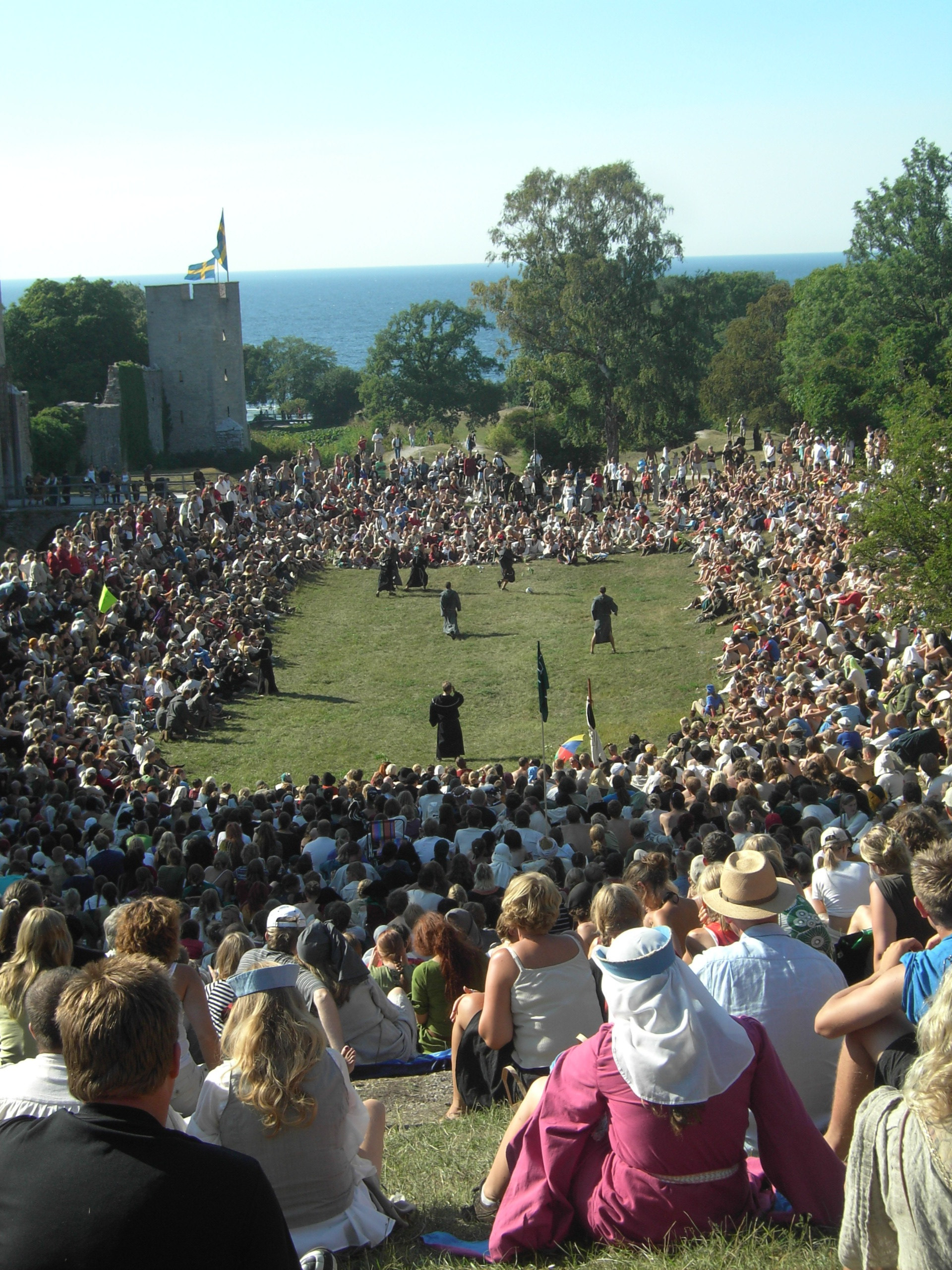
Acte en la setmana medieval

L'agost és el mes quan es rep un major allau de turistes, especialment coincidint amb la setmana medieval anual (Medeltidsveckan); un festival que des del 1984 aplega visitants vestits d'època d'arreu d'Escandinàvia i del món per a gaudir de tota classe d'actes.

## Transport
Visby està unit a la part continental de Suècia amb ferri i avions. El ferri de tres hores de durada surt d'Oskarshamn a Småland Nynäshamn, a prop d'Estocolm. Durant l'estiu, el ferri també funciona des de Grankullavik d'Öland. El ferri és de destinació Gotland i subvencionat pel govern suec. L'aeroport es troba a uns 5 km al nord de la ciutat. Amb 276.000 passatgers el 2005, és el dotzè més gran de Suècia.

## Fills il·lustres
- Elfrida Andrée (1841-1929), organista, compositora i directora d'orquestra.
- Gustaf Hägg (1867-1925), organista i compositor.
- Jacob Niclas Ahlström (1805-1857) mestre de capella i compositor

## Galeria

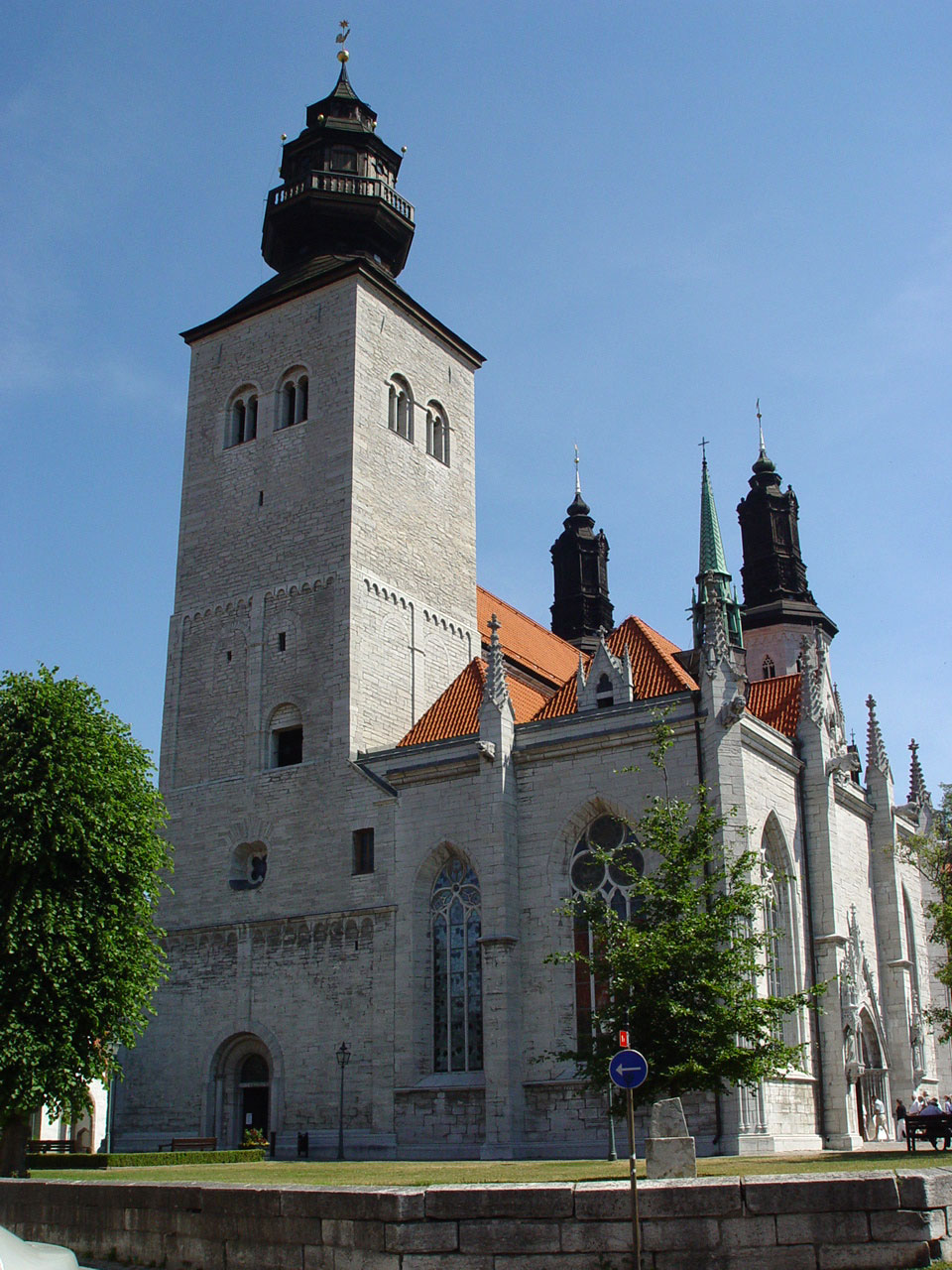
Catedral de Visby
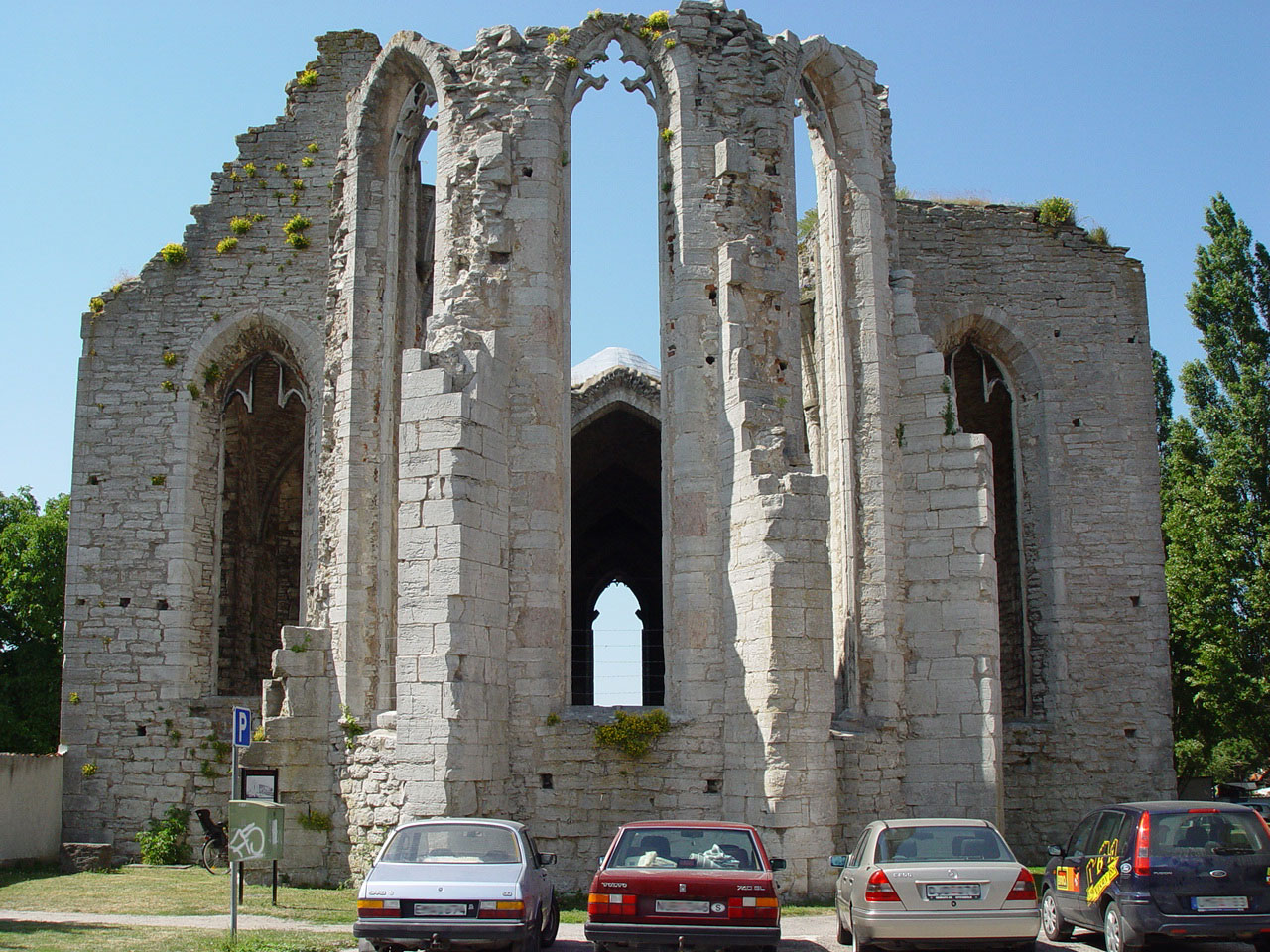
Ruïnes de l'església de Sant Nicolau, construïda el 1230, incendiada el 1525
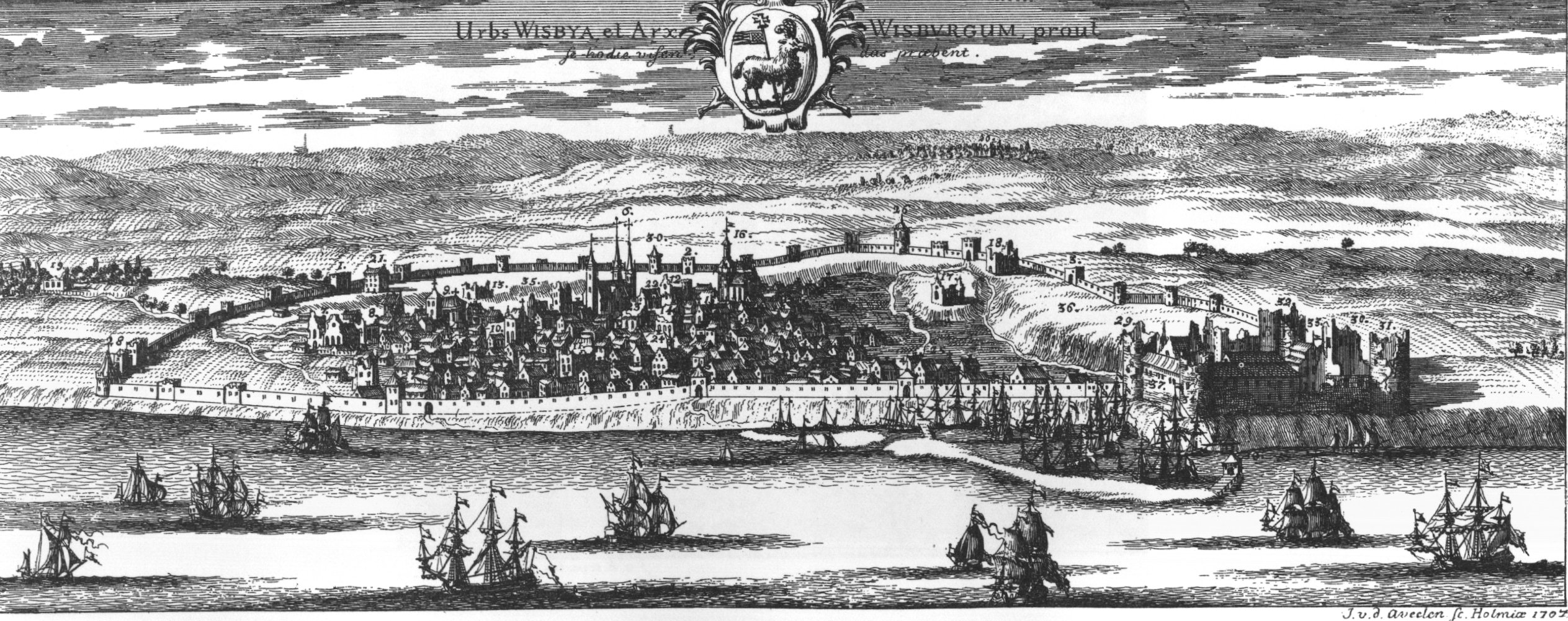
Visby a prop 1700, en Suecia Antiqua et Hodierna
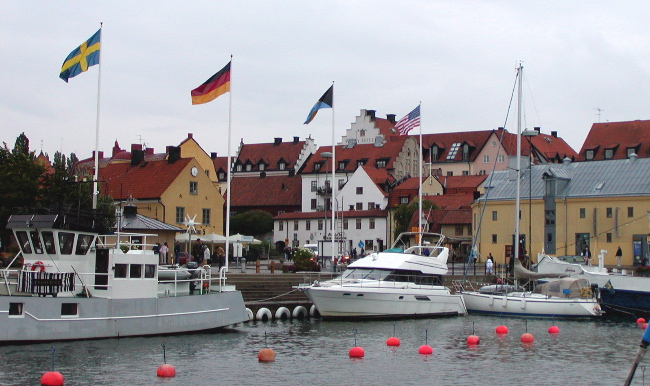
El port
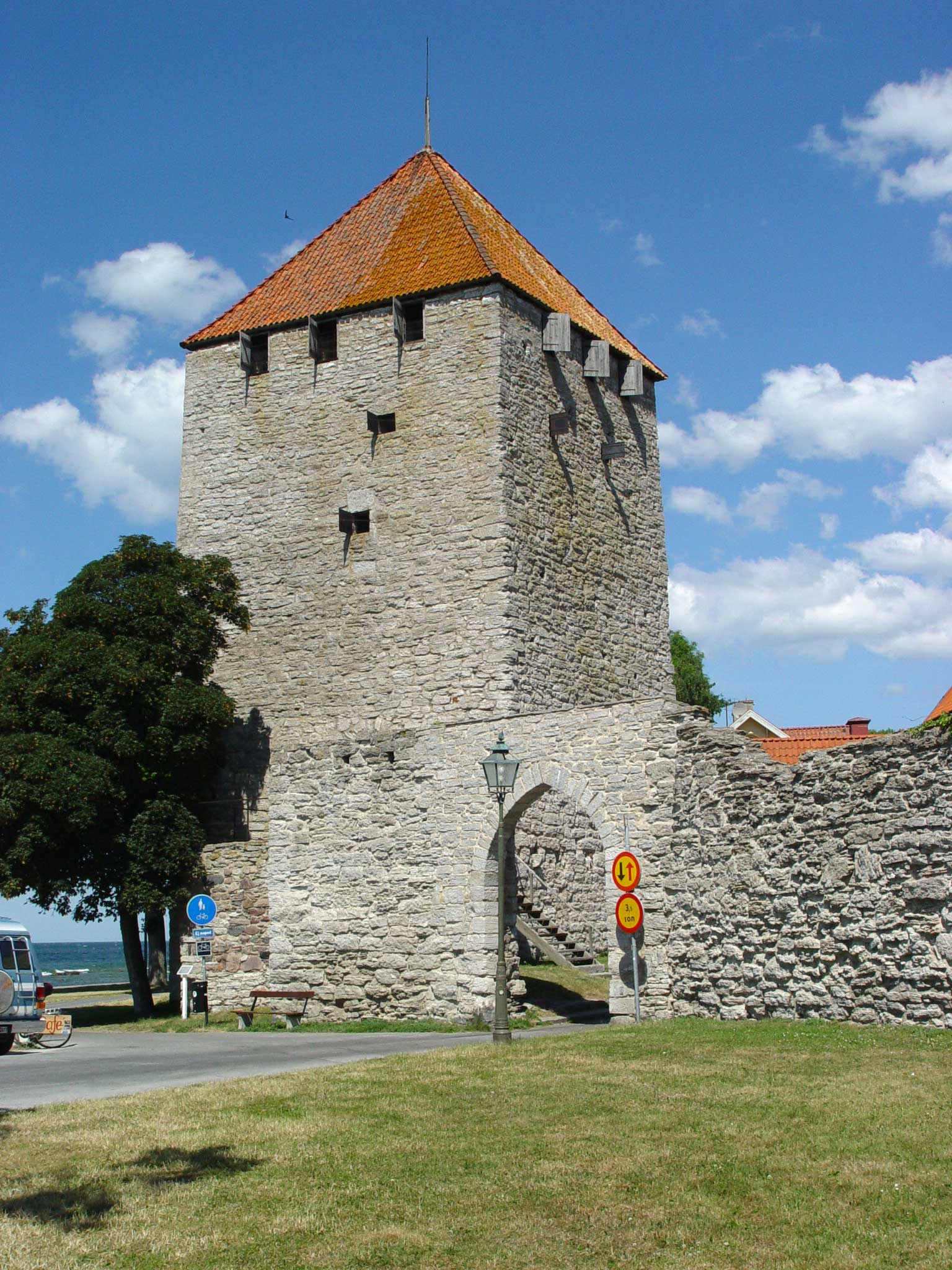
Torre de Gunpowder
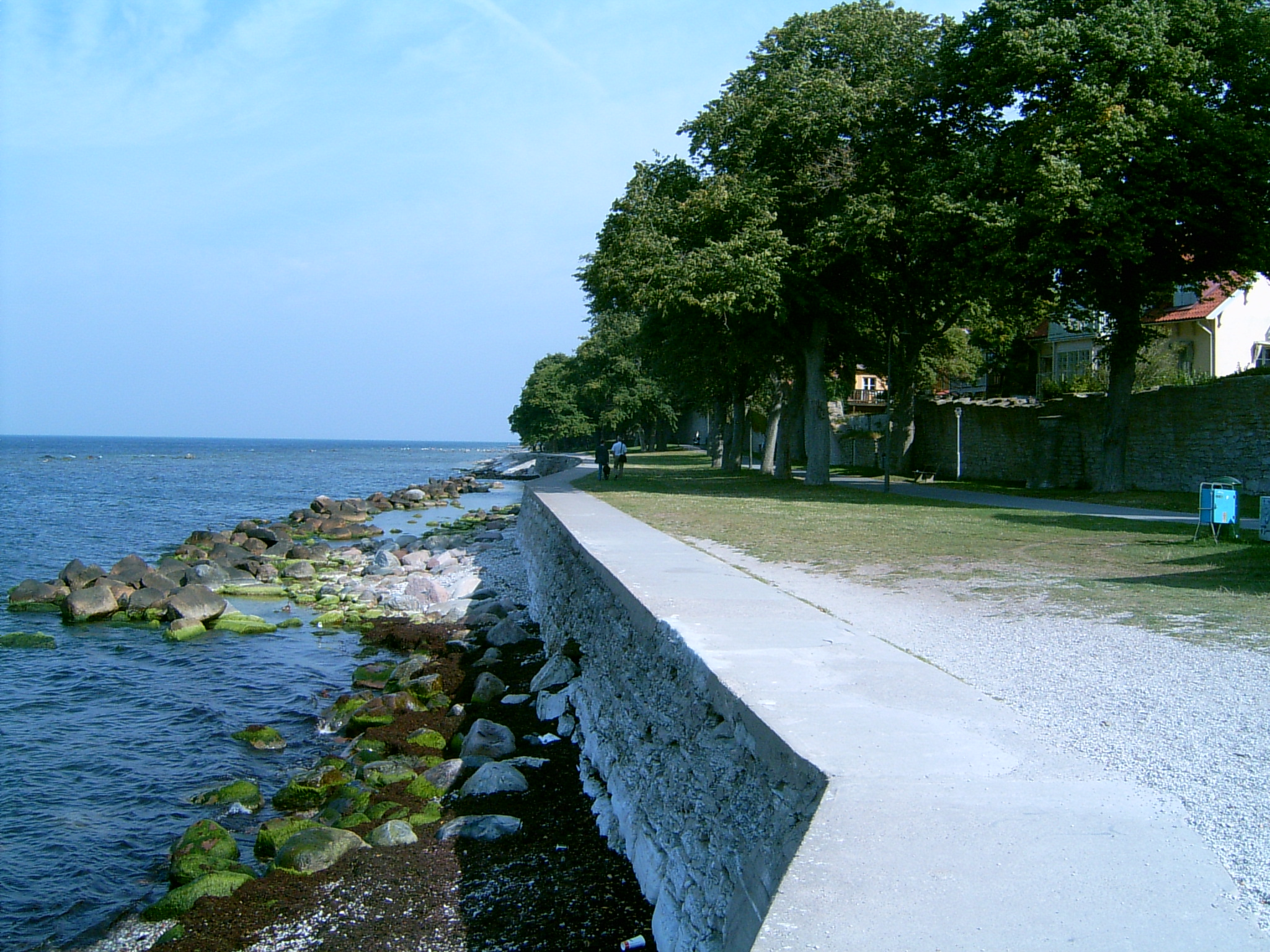
Strandpromenaden
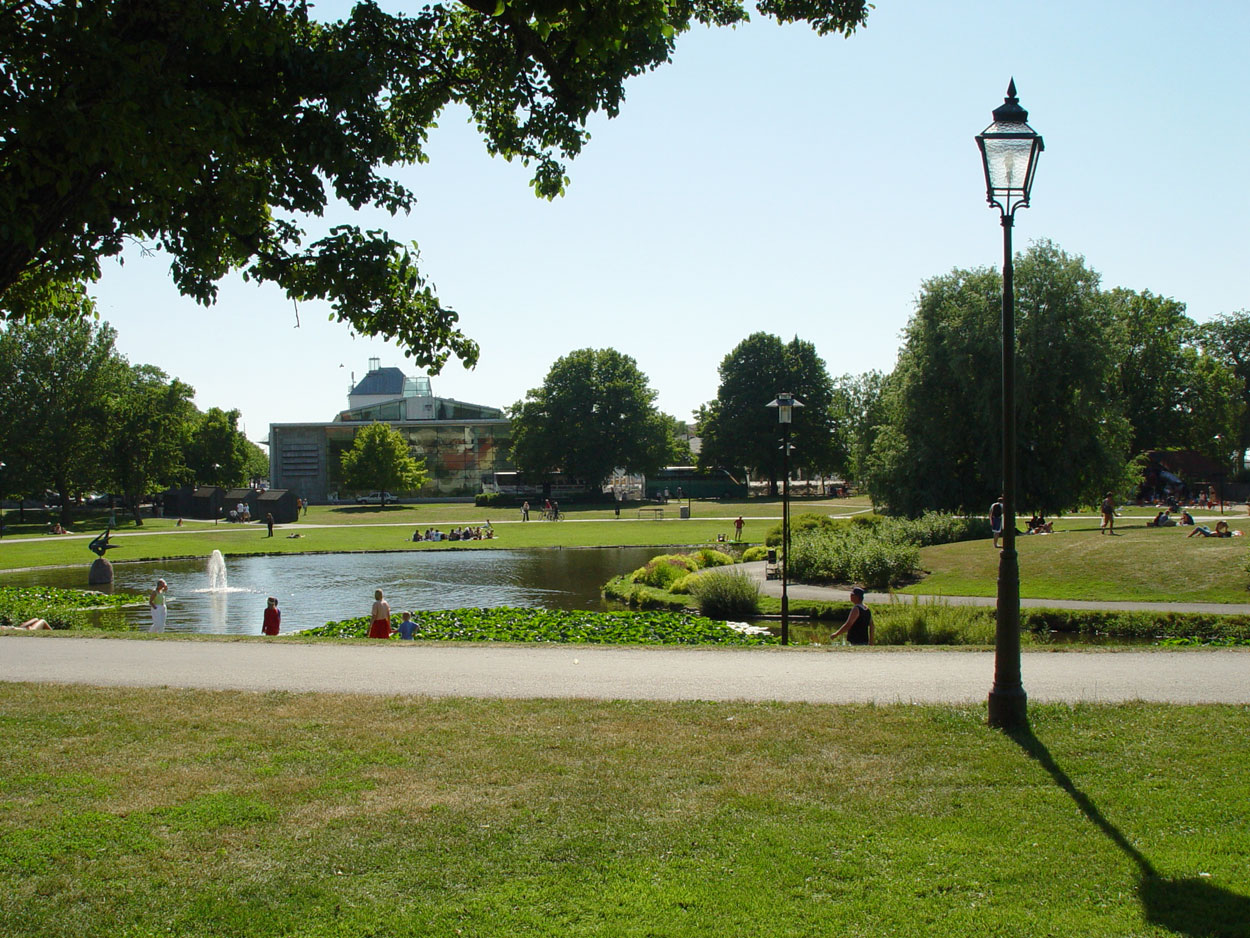
Almedalen
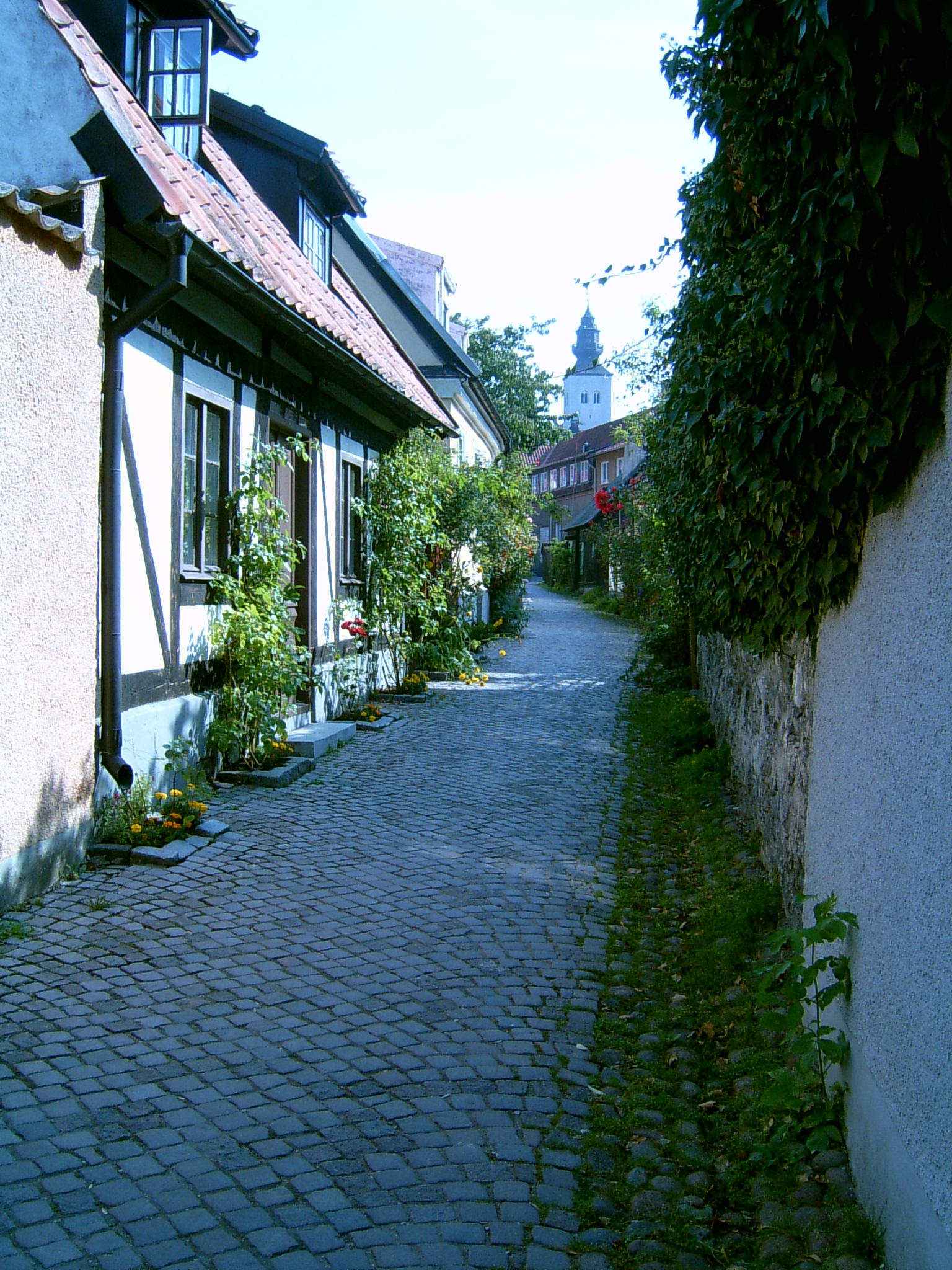
Camí dels pescadors
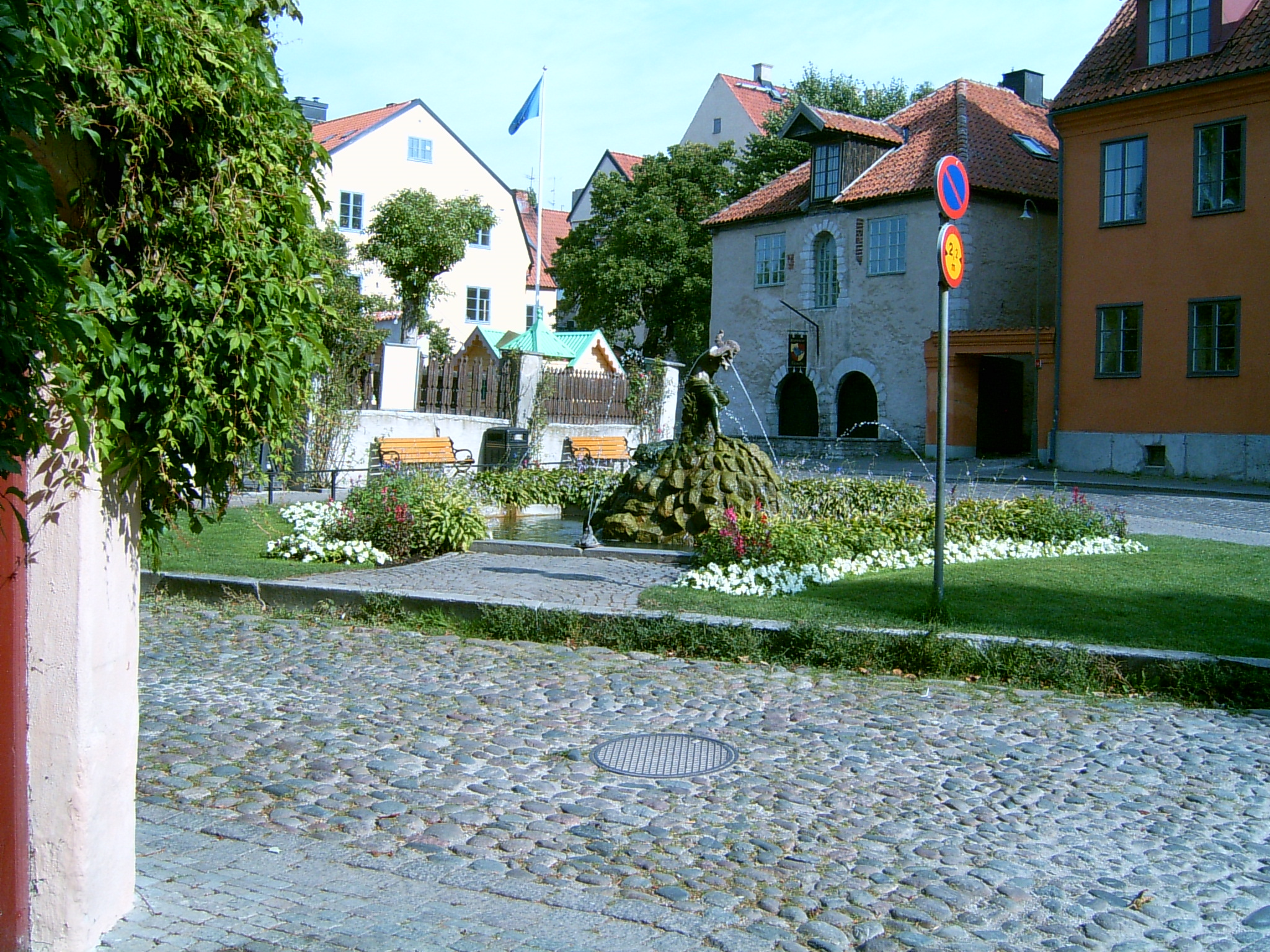
Packhusplan square
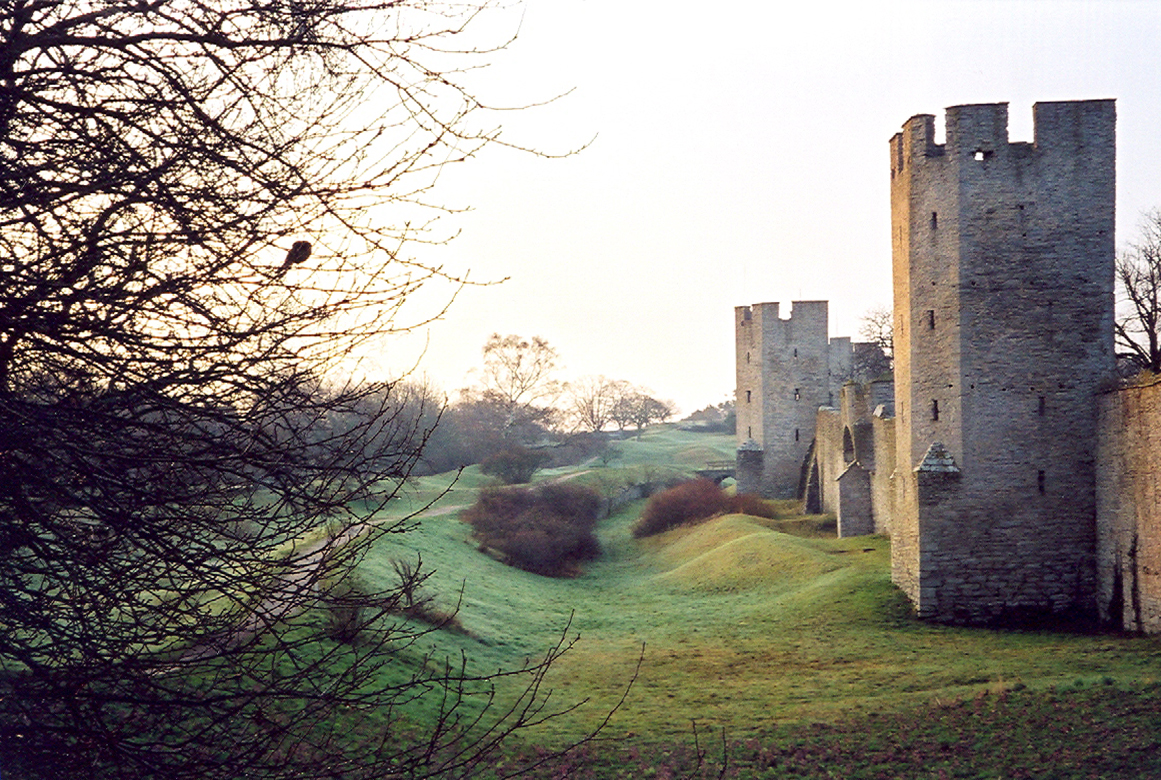
La muralla nord
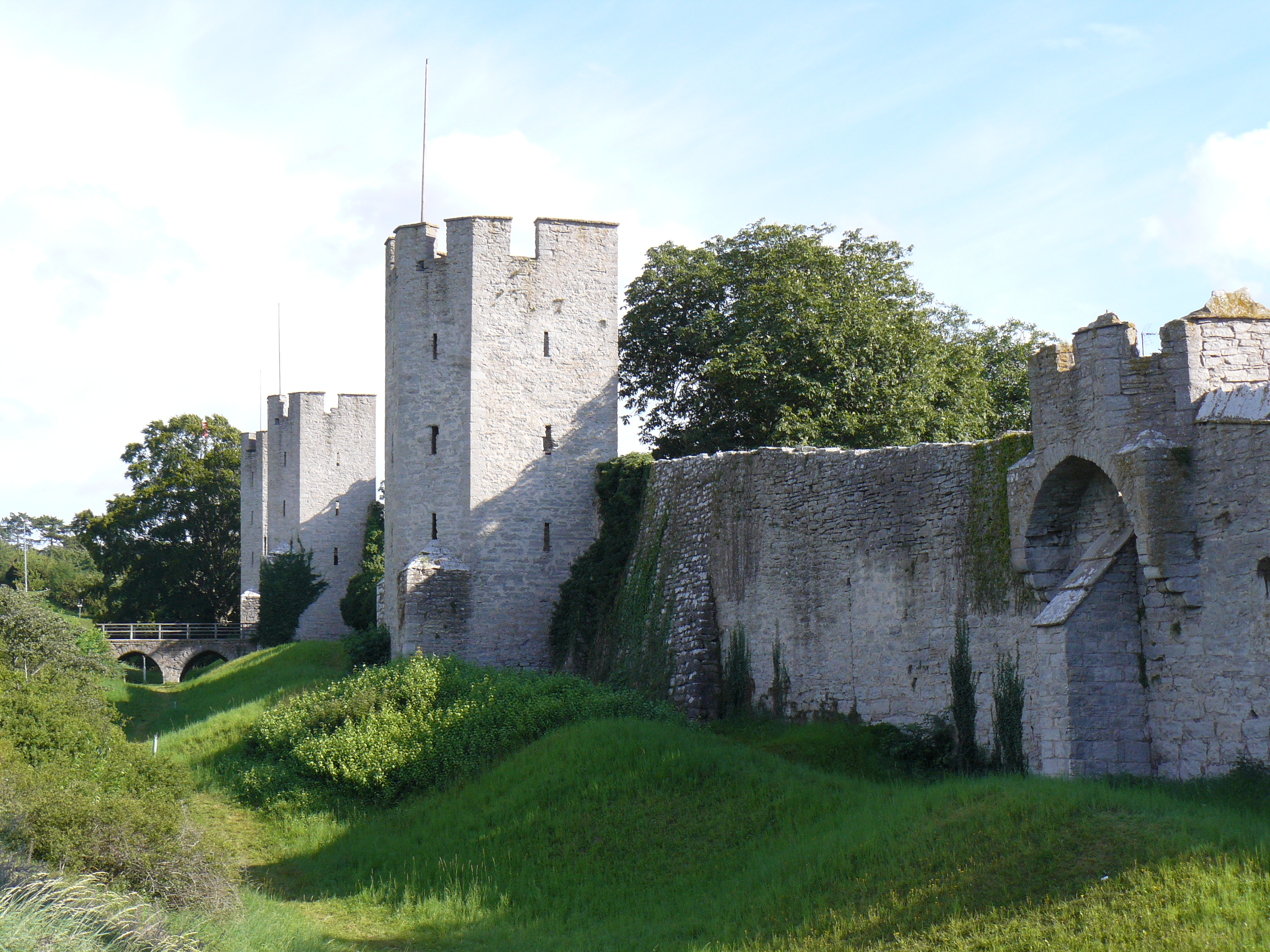
La muralla nord